# Mika Väyrynen
Mika Väyrynen (Eskilstuna, 28 dicembre 1981) è un ex calciatore finlandese, di ruolo centrocampista.

## Caratteristiche tecniche
Nel 2001 è stato inserito nella lista dei migliori calciatori stilata da Don Balón.

## Carriera
Ha giocato con Lahti e Jokerit prima di andare nei Paesi Bassi, al Heerenveen, nel 2001. Nelle quattro stagioni al Heerenveen è divenuto uno dei giocatori chiave della squadra, mettendo a referto 101 presenze e 17 gol in Eredivisie. Nell'estate 2005 si è trasferito al PSV, una delle tre grandi olandesi. È rimasto fuori per la prima metà della stagione 2005-2006 a causa di un infortunio alla caviglia: il ritorno alle gare è datato 17 dicembre 2005, data anche del primo gol col PSV. Da allora non ha giocato molto.

## Palmarès

### Club

#### Competizioni nazionali
- Campionato olandese: 3

PSV: 2005-2006, 2006-2007, 2007-2008
- Coppa dei Paesi Bassi: 1

Heerenveen: 2008-2009
- Campionato finlandese: 3

HJK: 2012, 2013, 2014
- Coppa di Finlandia: 1

HJK: 2014
- Liigacup: 1

HJK: 2015